# Escándalo de Vatileaks

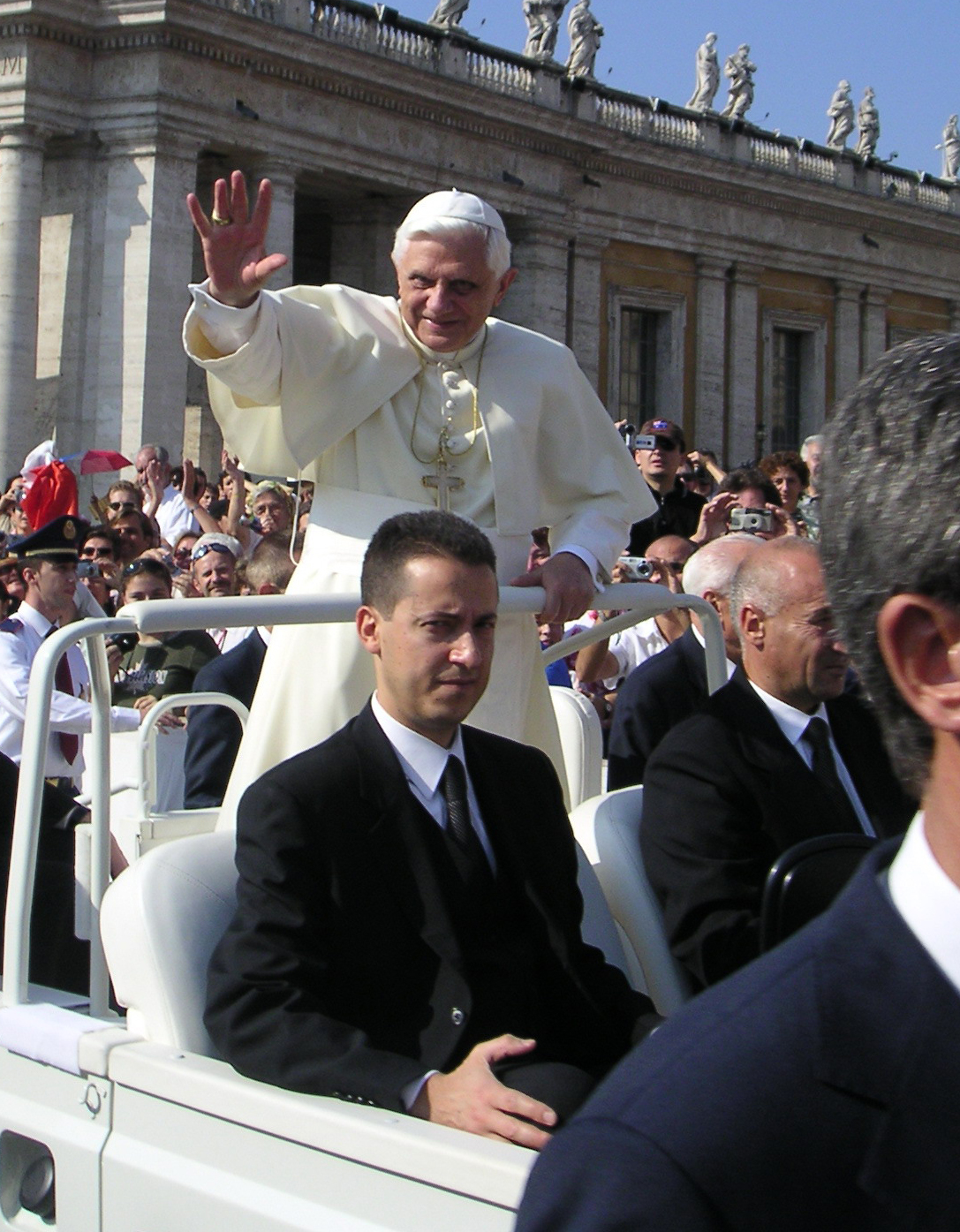
Paolo Gabrielle, el mayordomo del Papa. Sospechoso de las filtraciones y arrestado en 2012.

El escándalo de Vatileaks se da a partir de la filtración de una serie de documentos secretos que involucran a la Santa Sede en eventos de corrupción; de acuerdo a una investigación interna de la Santa Sede, se descubrieron diversos chantajes a obispos homosexuales. Todo el escándalo salió a la luz a finales de enero del año 2012, durante la emisión de un programa de televisión en Italia llamado Gli intoccabili. El periodista Gianluigi Nuzzi, quien se encargó de publicar las cartas dirigidas al papa de Carlo Maria Viganò, quien fuera secretario general de la Gobernación de la Ciudad del Vaticano. En dichas cartas, Carlo Maria Viganò pedía no ser transferido tras haber expuesto diversos actos corruptos en la Iglesia, exposición que costó millones a la Santa Sede. El nombre popular de "Vatileaks" es una combinación entre Vaticano y WikiLeaks, una organización que publica informes anónimos y documentos filtrados con contenido sensible en materia de interés público.
Durante los meses siguientes, la importancia de la noticia se intensificó, cuando los mismos documentos se filtraron a más periodistas italianos. Dichos documentos contenían historias que revelaban la constante lucha por el poder dentro del Vaticano, sobre los intentos por demostrar transparencia financiera y el cumplimiento con las normas internacionales contra el lavado de dinero. A principios de 2012, una carta anónima encabezó los titulares al contener una advertencia de amenaza a Benedicto XVI. Poco a poco el escándalo se hizo más conocido y fue en mayo de 2012, cuando Nuzzi publicó su libro titulado Su Santidad: los papeles secretos de Benedicto XVI, el cual consiste en la recopilación de cartas confidenciales entre el papa Benedicto XVI y su secretario personal. Es un libro controvertido ya que proyecta una imagen de la Santa Sede como un semillero de celos, intriga y una constante lucha entre las facciones. El libro revela detalles acerca de las finanzas personales del papa, incluyendo ciertas historias de sobornos realizados para tener una audiencia con él.

## Investigación interna de la Santa Sede
El papa Benedicto XVI nombró a un consejo de cardenales encargados de investigar los documentos filtrados en marzo de 2012. El filtro impuesto por la Santa Sede trabajó siguiendo diversas pistas, a manera de una investigación criminal que terminó colaborando con el filtro administrativo de la Secretaría de Estado de la Santa Sede. Los tres cardenales nombrados por el papa Benedicto XVI, actuaron como supervisores, fuera y dentro del ámbito penal en el que se investigaba la burocracia del Vaticano. De acuerdo a su reporte de los hechos, se descubrieron casos de chantaje y escándalos sexuales. Los cardenales informaron directamente al papa, estos tenían la capacidad de compartir e intercambiar información con los fiscales de la Ciudad del Vaticano, de acuerdo con Federico Lombardi. El grupo estaba encabezado por el cardenal Julián Herranz, que también encabezó la Comisión de disciplina de la burocracia del Vaticano, todo antes de retirarse.

## Arresto de Paolo Gabriele
Paolo Gabriele, quien había trabajado como mayordomo del papa desde 2006, filtró la información a Gianluigi Nuzzi. Fue arrestado el 23 de mayo de 2012, tras encontrarse las cartas y documentos confidenciales, pertenecientes al papa y a otros tantos funcionarios de la Santa Sede, en su departamento. El arresto fue llevado a cabo por la gendarmería de la Ciudad del Vaticano, quienes afirmaron haber encontrado los documentos clasificados en el departamento que compartía con su esposa e hijos. Durante los cinco meses previos a la detención, documentos similares a los encontrados habían sido publicados por distintos medios italianos; en estos se podía observar las distintas acusaciones de corrupción, el abuso del poder y la falta de transparencia financiera con la que contaba el Vaticano.

## Respuesta del papa
El 30 de mayo de 2012, Benedicto XVI hizo las primeras declaraciones sobre el escándalo, al final de la audiencia general de la semana. El papa dijo que los "exagerados" y "gratuitos" rumores habían dado como resultado una mala imagen de la Santa Sede. afirmando que  "Los acontecimientos de los últimos días acerca de mis colaboradores han traído solo tristeza a mi corazón…Quiero renovar mi confianza a mis más cercanos colaboradores y a todos los que día a día, con su lealtad y espíritu de sacrificio, me ayudan a cumplir".
El 26 de julio, el papa Benedicto XVI llevó a cabo una reunión con la comisión de cardenales. Algunos de los incluidos en la lista de asistencia a dicha reunión eran el jefe de la gendarmería de la Ciudad del Vaticano, los jueces que tenían que ver con el caso y los representantes de la Secretaría de Estado de la Santa Sede, de acuerdo al informe de Federico Lombardi

## Juicio de Paolo Gabriele y el perdón del papa
El juez del Tribunal del Estado de la Ciudad del Vaticano, Piero Antonio Bonnet, fue el encargado de revisar las pruebas del caso y de esa manera él decidiría si existían evidencia suficientes para proceder a un juicio. Antes de la condena, Paolo Gabriele enfrentaría una pena máxima de 8 años por posesión ilegal de documentos pertenecientes al jefe de Estado.
El 13 de agosto de 2012, Paolo Gabriele fue acusado por los magistrados de la Ciudad del Vaticano por robo agravado. La primera audiencia del juicio del acusado, Paolo Gabriele y Claudio Sciarpelletti tuvo comienzo el 29 de septiembre de 2012.
El juicio de Paolo Gabriele comenzó el 2 de octubre de 2012. Paolo afirmó haber robado los documentos con propósito de luchar contra "el mal y la corrupción" y así poner al Vaticano "de nuevo en marcha". Tras varias evaluaciones de salud mental, se llegó a la conclusión de que Gabriele sufría de tener "una frágil personalidad, con tendencias de paranoia, las cuales cubrían una profunda inseguridad personal"; otro de los informes reveló que Gabriele no mostraba señales adecuadas para ser calificadas como un trastorno psicológico importante y que tampoco presentaba ningún tipo de amenaza. La gendarmería de la Ciudad del Vaticano resguardó los documentos confidenciales pertenecientes al papa, ya que éste los había marcado como “documentos a destruir”.
El 6 de octubre, la deliberación del juicio fue que Paolo Gabriele era culpable de robo siendo condenado a cumplir 18 meses de reclusión. Gabriele también debería pagar los gastos legales. El 26 de octubre de 2012, encontrándose ya cumpliendo su sentencia, fue visitado por el papa Benedicto XVI, personalmente, para entregarle indulto el 22 de diciembre de 2012.

## Consecuencias de la investigación
El 17 de diciembre de 2012, el papa recibió un informe sobre los "grupos de presión del Vaticano", el cual estaba elaborado por los cardenales Julián Herranz, Salvatore De Giorgi, ex-arzobispo de Palermo, y Jozef Tomko. El portavoz de la Santa Sede, el padre Federico Lombardi, criticó fuertemente la cobertura otorgada por los medios de comunicación, durante la emisión de Radio Vaticano el 23 de febrero de 2013. La crítica iba en torno de haber convertido un escándalo financiero en un escándalo sexual y de chantaje a clérigos homosexuales.
El papa Benedicto XVI renunció el 28 de febrero de 2013. No obstante, su secretario personal ha señalado que la renuncia no se debió a este escándalo: "Benedicto no renunció por culpa del pobre y mal aconsejado mayordomo, ni por los cotilleos sobre su apartamento y que en el caso 'Vatileaks' circularon por Roma como moneda falsa y se comerciaron en el resto del mundo como lingotes de oro. Ningún traidor, cuervo o periodista cualquiera habría podido empujarlo a tomar esa decisión. Era un escándalo muy pequeño para algo tan grande".
Pese a que el expediente estaba disponible únicamente para Benedicto XVI y los investigadores, éstos eran libres de deliberar el resultado de su investigación con los Cardenales electorales la Cónclave de 2013, los cuales dieron a conocer el expediente al sucesor de Benedicto, el papa Francisco.
El 12 de junio de 2013 se informó sobre la filtración de notas y conversaciones privadas entre el papa Francisco y funcionarios católicos en la Conferencia Latinoamericana de Religiosos (CLAR) confirmando una "corriente de corrupción", y que la existencia del «lobby gay» es verdadera". De acuerdo con The Economist, "investigadores del Vaticano habían identificado una red de prelados homosexuales". CLAR confirmó que sus líderes habían escrito un resumen de las declaraciones del papa y que éstas no eran con el fin de publicarse. El portavoz de la Santa Sede, Federico Lombardi, no hizo ningún comentario sobre las observaciones hechas durante "una reunión privada".